# Walkabout (Lost)
Walkabout este un episod al serialului de televiziune Lost, sezonul 1.